# 594 v.Chr.

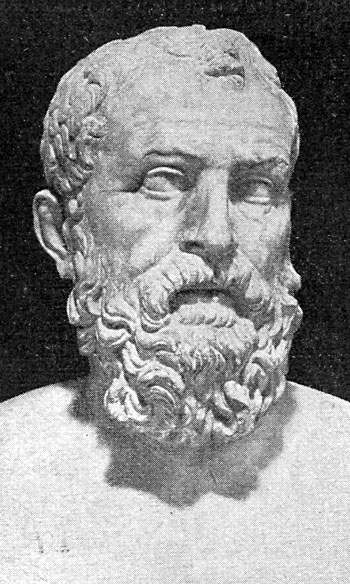
Solon van Athene (c. 640 - 560 v.Chr.)

Het jaar 594 v.Chr. is een jaartal volgens de christelijke jaartelling.

## Gebeurtenissen

### Griekenland
- In Athene dreigt een burgeroorlog; de welgestelde landeigenaren maken zich meester van het landbezit.
- De burgers vervallen tot slavernij, de staatsman Solon wordt aangesteld om orde op zaken te stellen.
- Solon wordt benoemd tot archont van Athene en krijgt onbeperkte bevoegdheid (met name over landbezit).
- Solon laat de kleine landeigenaren naar hun boerderijen terugkeren en herstelt hun status als vrije burgers.